# Aframomum longiligulatum
Aframomum longiligulatum är en enhjärtbladig växtart som beskrevs av Jean Koechlin. Aframomum longiligulatum ingår i släktet Aframomum och familjen Zingiberaceae. Inga underarter finns listade i Catalogue of Life.